# 国鉄モニ13形電車

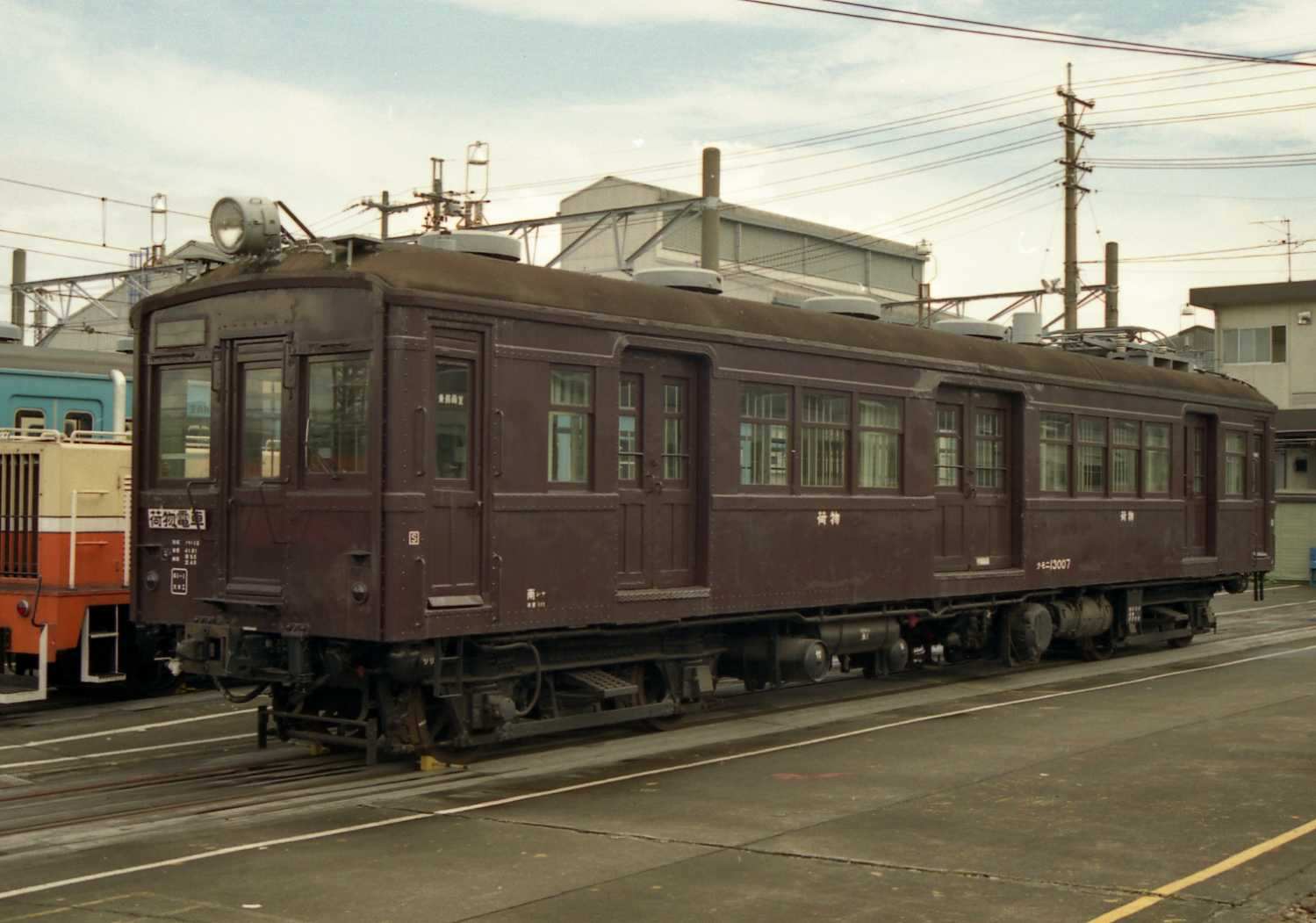
クモニ13007

モニ13形は、かつて日本国有鉄道（国鉄）およびその前身である鉄道省等に在籍した旧形電車である。1953年（昭和28年）6月1日に実施された車両称号規程改正（改番）により、出自の異なる2種が存在する。
- 初代 : 1933年（昭和8年）から1942年（昭和17年）にかけて木造車のモハ10形（初代）を全室荷物車に改造したもの。30両（13001 - 13030）が製作された。1953年6月の称号規程改正により木造車は雑形に編入され、モニ3410形（3410 - 3418）となった。詳細は国鉄デハ63100系電車#モニ13形への改造を参照のこと。

- 2代目 : 鋼製荷物車モニ53形を1953年の改番で形式を改めたものである。1959年（昭和34年）6月の称号規程改正により、クモニ13形に改称された。出自については、下記のとおりである。
  1. 13001 : 1937年（昭和12年）に焼失木造荷物車を鋼製車体で復旧したもの。旧番号は53001。詳細は国鉄50系電車#モニ13形を参照のこと。
  2. 13002 - 13016 : 1948年（昭和23年）および1950年（昭和25年）に、モハ34形およびモハ33形（モハ34形改造車）を種車として製作されたもの。旧番号は53002 - 53016。詳細は、国鉄33系電車#荷物電車への改造を参照のこと。
  3. 13020 - 13037 : 1952年（昭和27年）から1953年（昭和28年）にかけて木造車の鋼体化によって製作されたもの。シンプルな切妻車体が特徴である。1952年度後期落成車は、改番を先取りする形で新形式モニ13を称して就役した。詳細は国鉄50系電車#モニ13形を参照のこと。